# 스플리트 리프

스플리트 리프 또는 스플리트 점프는 사람이 공중에 있는 동안 각각 도약하거나 바닥에서 점프한후 스플리트 위치를 가정하는 신체 움직임의 순서이다. 스플리트 리프와 스플리트 점프는 모두 아크로 무용, 발레, 재즈 무용, 체조에 포함하는 춤의 다양한 장르에서 발견된다. 스플리트 점프는 또한 운동의 형태로 작용할 수 있고 스플리트 점프 용어 또한 일반적으로 피겨 스케이팅과 유사한 신체의 움직임을 설명하기 위해 사용된다.

## 유형
다른 사람이 특정 무용 장르와 관련된 용어를 사용하는 동안 스플리트 리프와 점프의 일부 유형은 실시하는 스플리트 종류에 따라 이름이 지정된다. 예를 들어, 스트래들 (때때로 사이드라고도 함)스플리트 리프는 다리가 대칭으로 뻗은 스트래들 스플리트를 포함하는 반면, 앞면 스플리트를 포함하는 그랑 제떼는 발레 용어에서 유래한다. 스태그 스플리트 리프는 한쪽 무릎이 구부러지는 반면, 양쪽 무릎은 이중 스태그 스플리트 리프에서 구부러지는 스플리트 리프이다.

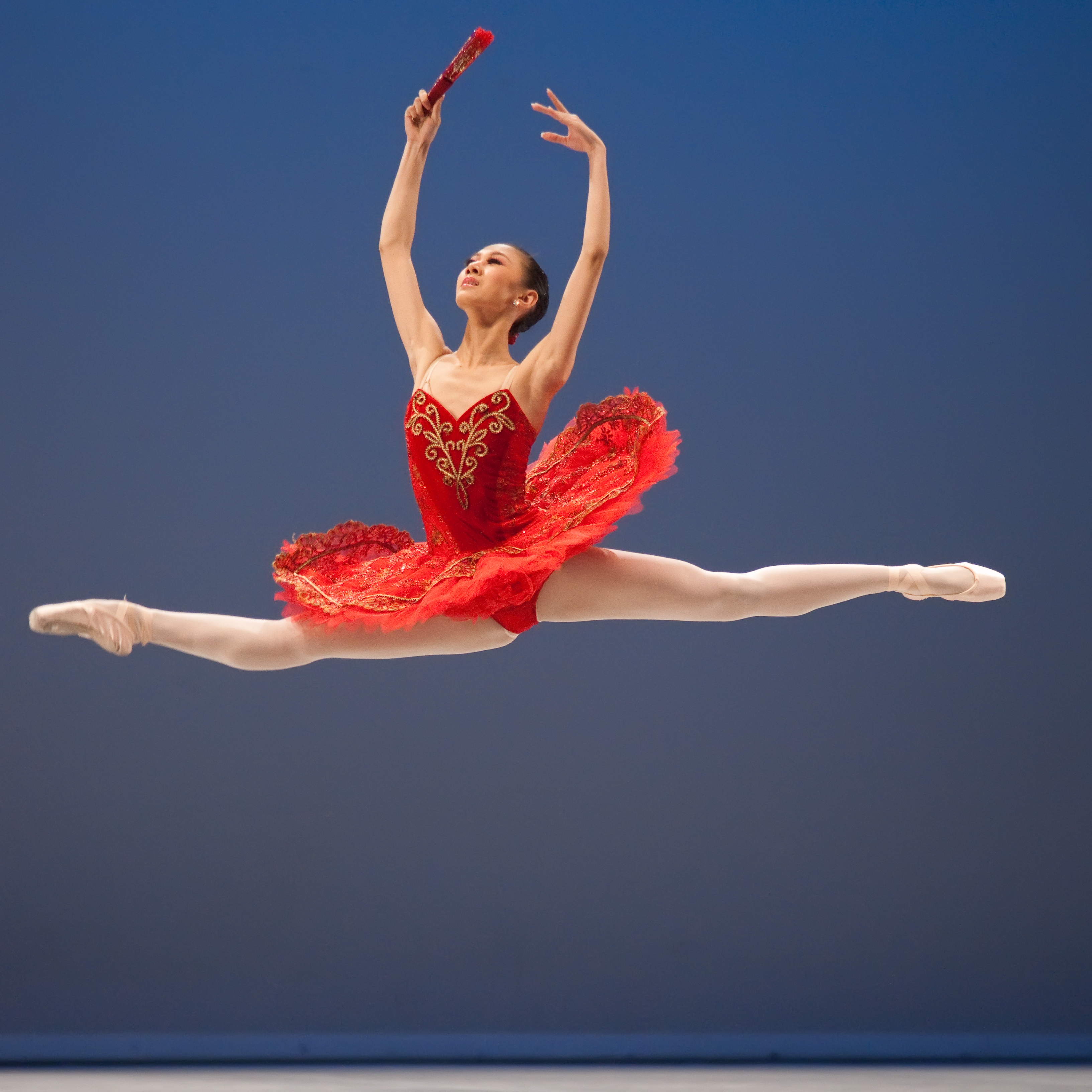
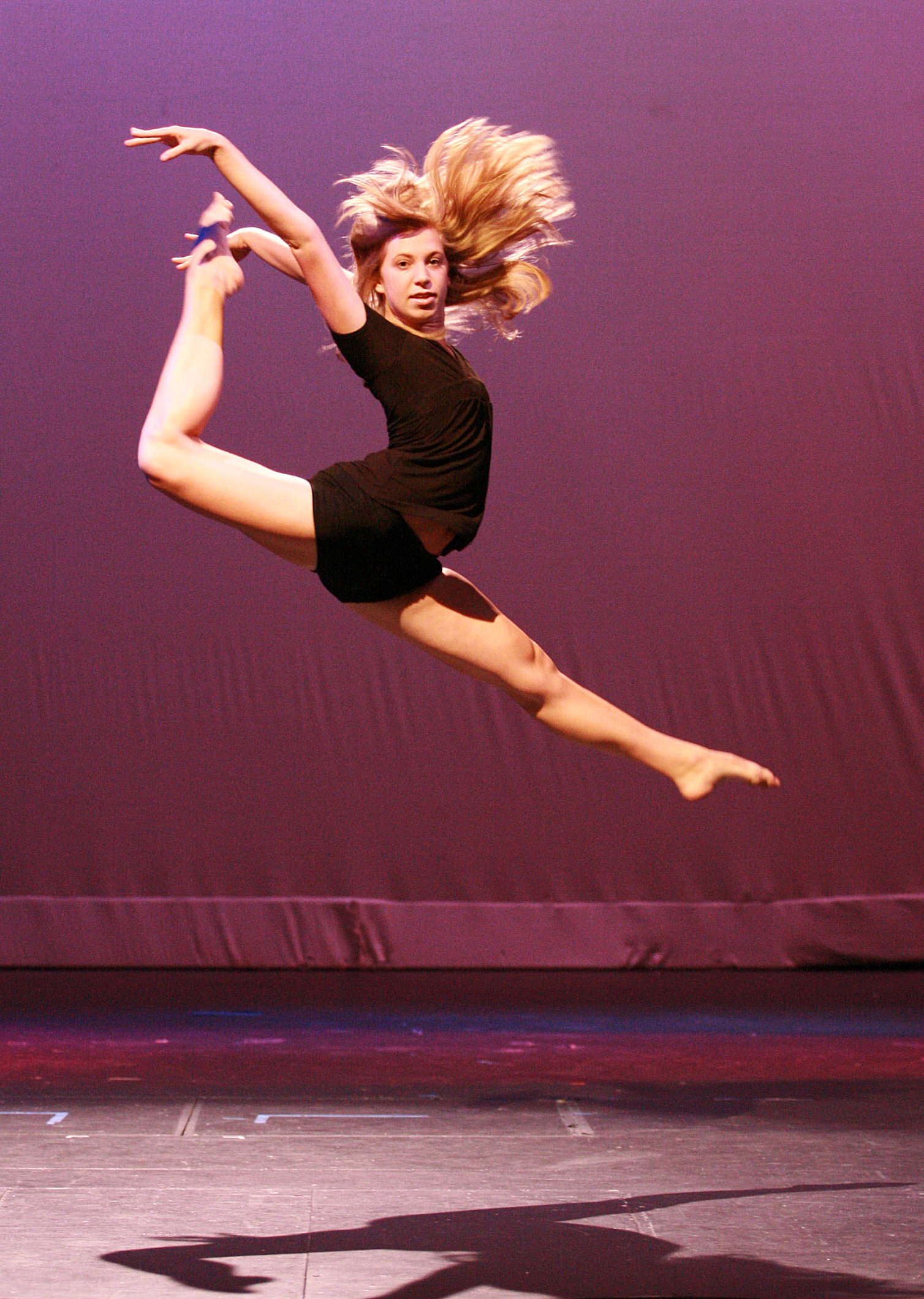

## 기술
스플리트 리프와 스플리트 점프는 상당한 유연성과 힘이 필요하다. 유연성 및 강도는 모두 외부 다리 받침대의 도움없이 스플리트 위치를 이루기 위해 필요하다.

## 같이 보기
- 스플리트 점프